# A me gli occhi...
A me gli occhi... (Now You See It...) è un film per la televisione del 2005 diretto da Duwayne Dunham e interpretato da Johnny Pacar e Alyson Michalka. Il film è prodotto per Disney Channel.

## Trama
A me gli occhi... narra la storia di ciò che può succedere quando un reality show scopre qualcosa che non può essere visto in televisione. L'aspirante Allison Miller insieme al suo cameraman stanno facendo il giro dell'America per trovare il miglior giovane mago di tutti i tempi.
Dopo tanti provini andati male, Allison deve contare su Danny Sinclair che gli mostra un trucco di magia che alla fine gli permette di essere ammesso al reality show. Ma a quanto pare Danny non usa "trucchi" di magia...

## Cast
- Alyson Michalka - Allison Miller
- Johnny Pacar - Danny Sinclair
- Frank Langella - Max
- Dremaceo Giles - Ron
- Patrick Hazell - Danny's dad
- Brendan Hill - Cedric
- Chris Olivero - Hunter
- Andrea Ragsdale - Danny's Mom
- Amanda Shaw - Zoey Cunningham
- Gabriel Sunday - Brandon
- Deneen Tyler - Ms. McCallister
- Spike Spencer - Paul

## Messe in onda internazionali
- Stati Uniti - 14 gennaio 2005 (su Disney Channel)
- Canada - 17 marzo 2006 (su Family Channel)
- Giappone - 22 maggio 2006 (su Disney Channel)
- Regno Unito - 9 giugno 2006 (su Disney Channel)
- Italia - 29 agosto 2006 (su Disney Channel)
- America Latina - 21 settembre 2006 (su HBO Family)